# Wrangler (marca)
Wrangler es un fabricante estadounidense de jeans y otras prendas de vestir, particularmente ropa de trabajo. La marca es propiedad de Kontoor Brands, que también es propietario de Lee, JanSport, y The North Face, entre otros. Su casa central se encuentra en Greensboro, North Carolina en los Estados Unidos, con plantas de producción en varias ubicaciones en todo el mundo.

## Historia

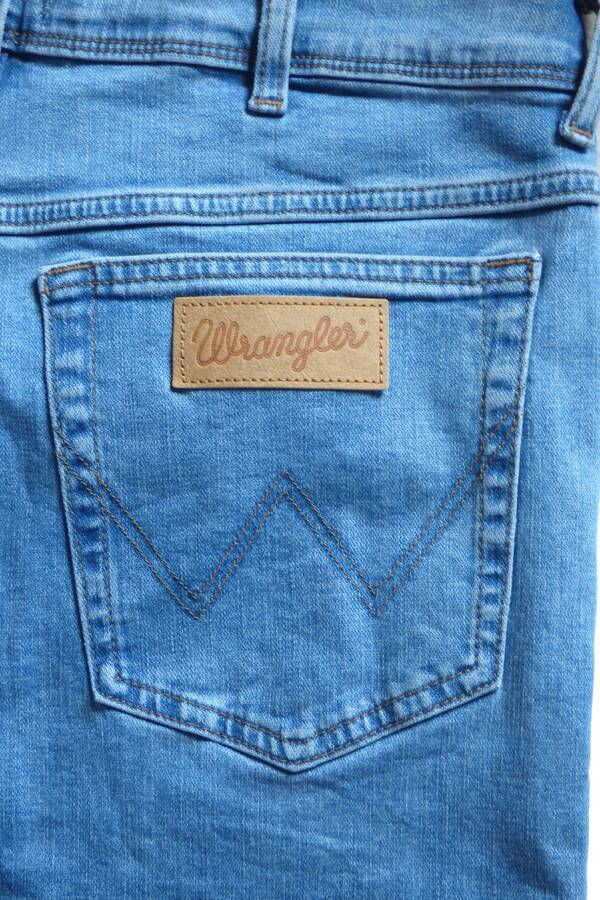
Bolsillo posterior derecho de unos tejanos Wrangler con la carta W bordada y la inscripción de la marca.

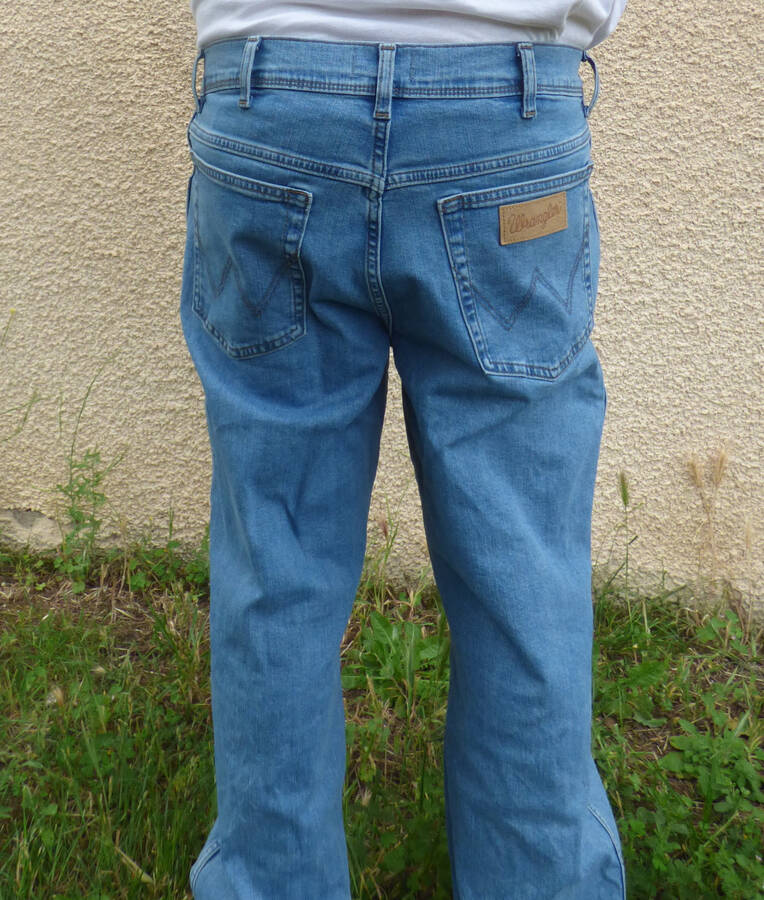
Un francés que lleva unos tejanos Wrangler.

Los Wrangler Jeans fueron fabricados por primera vez por Blue Bell Overall Company, quienes adquirieron la marca cuando se hizo cargo de Casey Jones a mediados de la década de 1940. Blue Bell empleó a Bernard Lichtenstein, un sastre polaco de Łódź quien trabajó estrechamente con los vaqueros, para ayudar a diseñar un vaquero adecuado para el uso en los rodeos. Convenció a varios jinetes de rodeo conocidos de la época para respaldar el nuevo diseño.
Este fue el origen de Wrangler Jeans. El estilo de 13MWZ, abreviatura de la decimotercera versión de jeans con cremallera para hombres, se introdujo en 1947. Este modelo aún está disponible y la compañía ha introducido desde entonces varias otras líneas que están designadas más específicamente para un grupo específico o demográfico. Por ejemplo: 20X, Riggs, y Aura. Wrangler también exporta mercadería a muchos países, siendo Europa y Australia algunos de los principales mercados de exportación.
Wrangler también tiene una línea de accesorios de música dirigida a los fanáticos de música country.

## Controversias

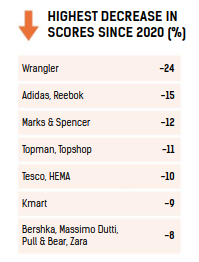
Tabla que muestra las peores marcas según el índice de transparencia de Fashion Revolution 2021.

En 2021, Wrangler fue la marca que más puntos bajó (con respecto al año anterior) en el índice de transparencia que Fashion Revolution publica cada año.